# Passiflora serrulata
Passiflora serrulata är en passionsblomsväxtart som beskrevs av Nikolaus Joseph von Jacquin. Passiflora serrulata ingår i släktet passionsblommor, och familjen passionsblomsväxter. Inga underarter finns listade i Catalogue of Life.